# Robert White (skulptör)

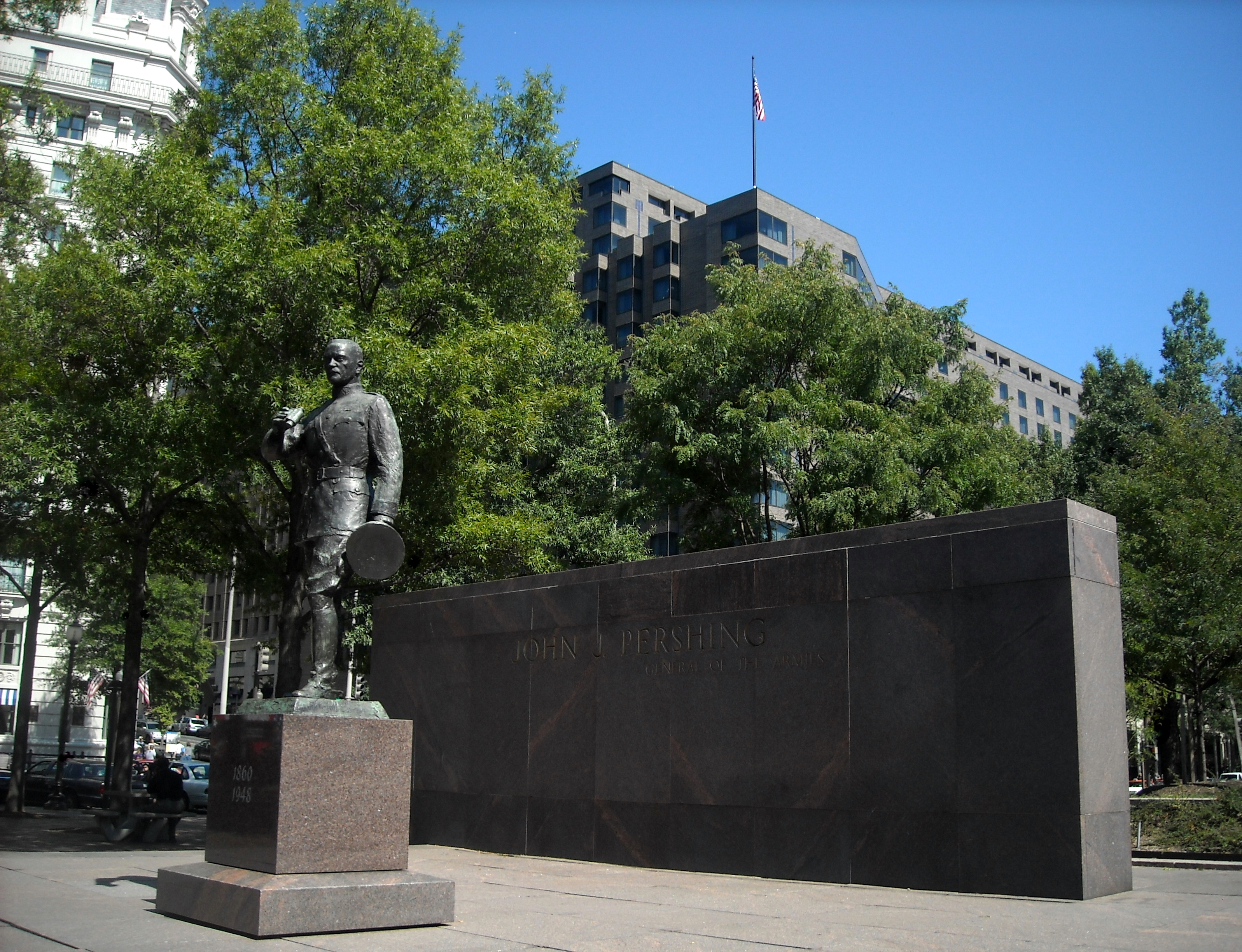
Staty över John Pershing i Washington, D.C.

Robert Winthrop White, född 19 september 1921 i New York, död 21 september 2002 i Smithtown, New York, var en amerikansk skulptör och illustratör. Hans mest kända offentliga konstverk är Pershingstatyn (1983) i Washington, D.C.
Robert White studerade i Rhode Island och tjänstgjorde i kustbevakningen under andra världskriget.